# Franz Geyling
Franz Geyling (* 16. Juni 1803 in Wien; † 3. Mai 1875 in Steyr) war ein österreichischer Historienmaler.
Er renovierte die Fresken in der Wiener Annakirche.